# Radulphius lane
Radulphius lane är en spindelart som beskrevs av Alexandre B. Bonaldo och Buckup 1995. Radulphius lane ingår i släktet Radulphius och familjen sporrspindlar. Inga underarter finns listade i Catalogue of Life.